# Livia Drusilla II
Livia Drusilla (30 januari 59/58 v.Chr. - Rome, 29 n.Chr.), die na de dood van haar man in 14 n.Chr. Julia Augusta werd genoemd (PIR2), was de vrouw van keizer Augustus en de machtigste vrouw onder het principaat. Ze trad verscheidene keren op als regent en trouwe adviseur van Augustus.
Zij was een centrale figuur in de Julisch-Claudische dynastie (met elke keizer van deze dynastie was ze wel op een of andere manier verwant) en was de first lady van het Imperium Romanum. Ze had bovendien een grote politieke invloed, wat zéér ongewoon was voor een Romeinse matrona. Zoals haar echtgenoot Augustus een rolmodel werd voor de latere keizers, zou zij dat worden voor de keizerinnen. Daarnaast was ze ook nog eens onmetelijk rijk, onder andere door te erven van haar echtgenoot en van de Joodse prinses Salomé I.

## Familiebanden
Livia was moeder van de latere princeps Tiberius en van Drusus, een belangrijk generaal. Ze was grootmoeder van de mogelijke troonopvolgers onder Tiberius, Germanicus, zoon van Drusus en Drusus minor, zoon van Tiberius. Daarnaast was ze grootmoeder van Claudius, broer van Germanicus, die later princeps werd en Livilla, zus van Germanicus en Claudius en echtgenote van Drusus minor.
Zij was overgrootmoeder van Caligula, zoon van Germanicus en princeps en Julia Agrippina minor, dochter van Germanicus en nicht van Claudius met wie ze trouwde. Ze was betovergrootmoeder van Nero, zoon van Julia Agrippina minor en princeps na de dood van Claudius. Zij werd in 42 n.Chr. door Claudius vergoddelijkt, waarbij deze ook haar titel Augusta erkende.

## Leven

### Geboorte en eerste huwelijk
Livia werd op 30 januari 58 v.Chr. geboren als dochter van Marcus Livius Drusus Claudianus en diens vrouw Aufidia, die een dochter van Aufidius Lurco was, een Romeins magistraat afkomstig uit een Italische stad. Haar vader, die geboren was als Appius Claudius Pulcher, was als kind geadopteerd door Marcus Livius Drusus minor, waardoor Livia niet enkel door bloed tot de patricische Claudii behoorde, maar door adoptie van haar vader ook tot de voorname Livii. Het verkleinwoord 'Drusilla', dat men vaak aantreft in haar naam, doet vermoeden dat zij een oudere zus had.
In 42 v.Chr. huwelijkte haar vader haar uit aan Tiberius Claudius Nero, haar neef van patricische afkomst, die samen met haar vader aan de zijde van de moordenaars van Gaius Julius Caesar tegen de triumviri Marcus Antonius en Octavianus vocht. Haar vader pleegde, samen met Gaius Cassius Longinus en Marcus Iunius Brutus, zelfmoord na de slag bij Philippi, maar haar echtgenoot ging door met het bevechten van Octavianus, nu ten gunste van Marcus Antonius en diens broer. In 40 v.Chr. werd de familie ertoe gedwongen Italië te ontvluchten om aan de proscripties van Octavianus te ontsnappen en sloot zij zich aan bij Sextus Pompeius in Sicilia, om later verder te trekken naar Griekenland. De Griekse Lacedaimoniërs stonden namelijk onder de tutela (bescherming) van de Claudii, waardoor Livia en haar gezin van staatswege gastvrij werden ontvangen. Toen ze echter 's nachts wilden vertrekken, vatte het hout rondom hen vlam, waarbij een stuk van Livia's kleed en haar werden geschroeid.

### Huwelijk met Octavianus
Nadat een algemene amnestie was afgekondigd bij de Vrede van Brundisium (39 v.Chr.), keerden Livia en haar gezin terug naar Rome, waar zij in 39 v.Chr. persoonlijk aan Octavianus werd voorgesteld. Livia had reeds een zoon, de toekomstige princeps Tiberius en was zwanger van een tweede zoon (Drusus maior). Het verhaal deed de ronde dat Octavianus onmiddellijk verliefd op haar werd, hoewel hij nog steeds met de zwangere Scribonia was getrouwd. Octavianus liet zich hetzelfde jaar scheiden van Scribonia, op dezelfde dag dat zij van hun dochter Julia beviel. Het lijkt erop dat rond deze tijd, toen Livia zes maanden zwanger was, Tiberius Claudius Nero door Octavianus was overtuigd of gedwongen om van Livia te scheiden. Op 14 januari werd Decimus Claudius Drusus geboren. Nadat het College van Pontifices - waarvan Octavianus zelf lid was - had geoordeeld dat er geen bezwaar bestond tegen het huwelijk, trouwden Octavianus en Livia op 17 januari, zonder de traditionele wachttijd in acht te nemen. Door de geboorte van Drusus, kort voor het huwelijk, deden er spotversjes de ronde dat enkel de gelukzaligen kinderen krijgen in drie maanden. Tiberius Claudius Nero was aanwezig bij het huwelijk en gaf haar ten huwelijk "precies zoals een vader zou doen." Het belang om de patricische Claudii te winnen voor Octavianus' zaak en het politieke overleven van de Claudii Nerones zijn waarschijnlijk rationelere verklaringen voor het snelle huwelijk. Niettemin bleven Livia en Octavianus de volgende 51 jaar lang getrouwd, hoewel zij samen geen kinderen hadden. Zij genoot altijd de status van bevoorrechte adviseur van haar echtgenoot, pleitte bij hem ten voordele van anderen en beïnvloedde zijn beleid.

### Livia, echtgenote van deprinceps

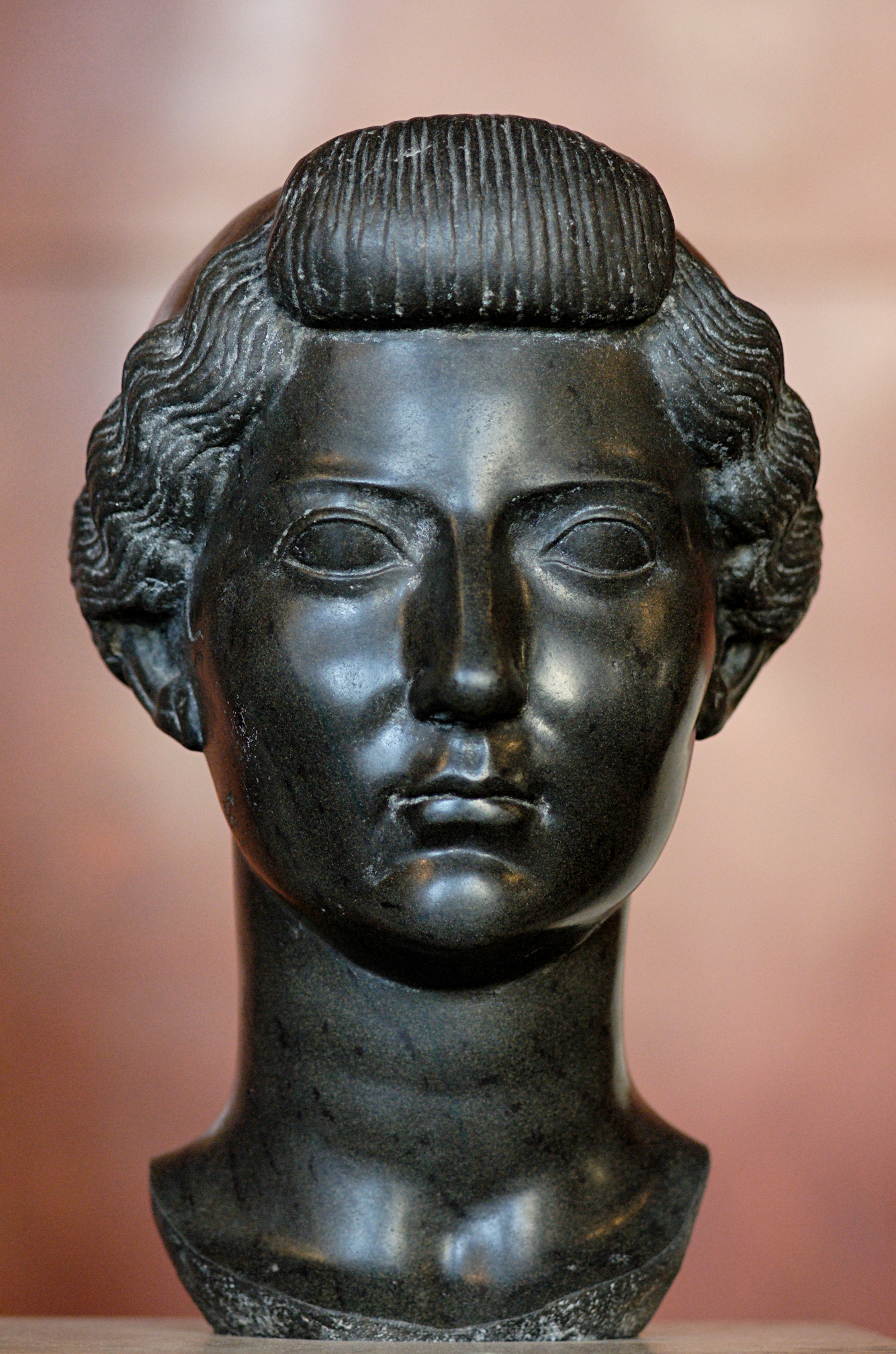
Portret van Livia in Egyptisch basalt (ca. 31 v.Chr., Louvre).

Na de zelfmoord van Marcus Antonius na de slag bij Actium in 31 v.Chr., kende Octavianus praktisch geen weerstand meer tegen zijn steeds meer toegenomen macht, die hij zou consolideren als princeps nadat de Senaat hem de eretitel Augustus had toegekend. Als feitelijk alleenheerser zou hij altijd Livia aan zijn zijde hebben om hem bij te staan in raad en daad. Samen vormden zij het rolmodel voor Romeinse huisgezinnen. Ondanks zijn macht en rijkdom bleven Augustus en zijn familie een sobere levensstijl aanhouden in hun huis op de Palatijn. Ze vormden als het ware een voorbeeld van de mos maiorum (voorouderlijke zeden). Livia zou het rolmodel worden voor de adellijke matrona. Zij droeg noch buitensporige juwelen, noch pretentieuze kostuums, zij zorgde voor het huisgezin en haar echtgenoot (dikwijls zijn kleren zelf makend) en zij lette niet op zijn beruchte slippertjes, als immer trouwe en toegewijde echtgenote.
In 35 v.Chr. verleende Octavianus zijn zus Octavia Thurina minor samen met Livia de ongekende eer om vrijgesteld te zijn van de tutela (voogdij) van hun echtgenoot, de sacrosanctitas (onaantastbaarheid) van een tribunus plebis en wijdde standbeelden aan hen op publieke plaatsen. Dit laatste zou haar opnieuw worden verleend in 9 v.Chr. bij de dood van haar zoon Drusus, samen met het ius trium liberorum (recht van drie kinderen, d.i. een voorrecht voor moeders van drie kinderen), waardoor ze haar eigen financiën kon beheren. Zij had haar eigen kring van clientes en bracht vele protegés tot politieke ambten, waaronder de grootvader van Otho en Galba zelf!
In 7 v.Chr. werd ter hare ere de porticus Liviae - waarvan de bouw begonnen was door Augustus in 15 v.Chr. op de plaats waar vroeger het huis van Vedius Pollio stond - ingewijd. Deze porticus moest het Romeinse ideaal van soberheid voorstellen en stond open voor het publiek. Binnenin bevond zich de aedes Concordiae, waarvan het altaar duidelijk aangaf dat het door Livia volledig uit eigen zak was betaald. Aldus droeg Livia haar steentje bij aan het in stand houden van de Augusteïsche ideologie.
Waar Augustus slechts de vader van één dochter was (Julia Caesaris maior bij Scribonia), zou Livia al gauw een ambitieuze moeder blijken te zijn en ze begon vrij spoedig met haar eigen zonen, Tiberius en Drusus, te helpen bij het verwerven van machtsposities. Drusus was een betrouwbaar generaal en trouwde met het favoriete nichtje van Augustus, Antonia minor. Tiberius huwde eerst Vipsania Agrippina, een dochter van Augustus' vertrouweling en rechterhand Marcus Vipsanius Agrippa, en na diens dood in 11 v.Chr. Julia (dochter van Augustus). Tiberius werd uiteindelijk in 4 n.Chr. geadopteerd door zijn stiefvader en voorbestemd als diens opvolger.
Het gerucht deed de ronde dat toen Marcellus, de neef van Augustus, in 23 stierf, hij geen natuurlijke dood was gestorven en dat Livia erachter zat. Een voor een stierven alle zonen van Julia en Marcus Agrippa: eerst Lucius en vervolgens Gaius, die Augustus als zijn zonen had geadopteerd om zijn beoogde opvolgers te zijn. Ten slotte werd Agrippa Postumus, Julia's enige overgebleven zoon, die samen met Tiberius door Augustus was geadopteerd, opgesloten en uiteindelijk gedood. Tacitus laat duidelijk doorschemeren dat Livia niet geheel onschuldig was aan deze doden en Cassius Dio vermeldt ook dergelijke geruchten, maar Suetonius, die gewoonlijk roddels niet schuwt en die toegang had tot officiële documenten, herhaalt de geruchten niet. Moderne historische biografieën van Livia verwerpen het idee. Nog minder geloofwaardig is de roddel vermeld door Tacitus en Cassius Dio dat Livia Augustus' dood op haar geweten had.

### Na Augustus' dood
Augustus stierf op 19 augustus 14 n.Chr. en werd kort daarop door de Senaat vergoddelijkt. In zijn testament liet hij een derde van zijn eigendom na aan Livia en de rest aan zijn adoptiefzoon Tiberius. Hij adopteerde haar bovendien bij testament, waardoor ze werd opgenomen in de gens Julia en dus in de stand van de patriciërs. Daarenboven verleende hij haar de eretitel van Augusta. Deze beschikkingen stonden haar toe haar status en macht ook na Augustus' dood te blijven handhaven, onder de naam Julia Augusta.

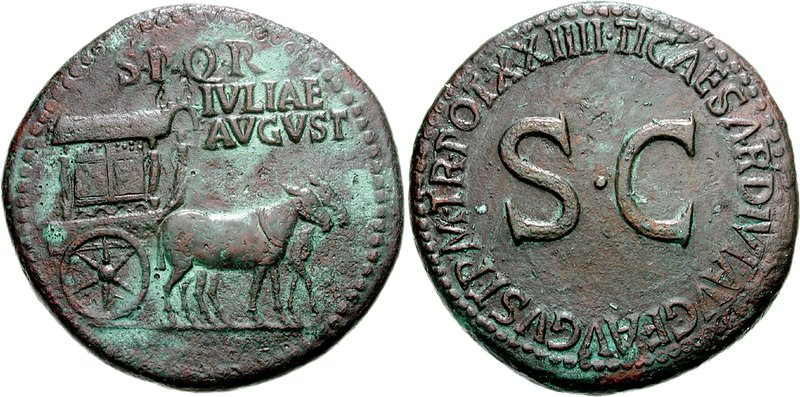
Een sestertius met aan de voorzijde een carpentum (een wagen die een voorrecht was voor slechts enkele matronae in Rome) getrokken door muilezels en de legende S.P.Q.R. IVLIAE AVGVST en aan de keerzijde de legende TI. CAESAR. DIVI. AVG. F. AVGVST. P. M. TR. POT. XXIIII rond een grote S.C. (geslagen in 20-23 n.Chr.)
Bron: CNGCoins.com.

Enige tijd schenen Livia en haar zoon Tiberius, de nieuwe princeps, goed met elkaar te kunnen opschieten. Haar tegenspreken werd vanaf 20 n.Chr. officieel beschouwd als verraad en in 24 n.Chr. stond Tiberius zijn moeder toe dat ze tussen de Vestaalse maagden kon zetelen in het theater. Livia oefende onofficieel een zeer reële macht uit in Rome, waarbij ze een man die voor verraad veroordeeld was, naar eigen goeddunken kon vrijlaten. Uiteindelijk kwam Tiberius echter steeds meer afkerig te staan tegenover de politieke status van zijn moeder, in het bijzonder tegen het idee dat zij het was die hem de troon had gegeven. Aan het begin van zijn regering stelde hij zijn veto tegen de nooit eerder toegekende titel Mater Patriae ("moeder van het vaderland") die de Senaat haar wilde verlenen, vergelijkbaar met Augustus en voor hem Gaius Julius Caesar en Marcus Tullius Cicero, die Pater Patriae ("vader des vaderlands") waren genoemd (Tiberius weigerde ook consequent voor zichzelf de titel van Pater Patriae).
De historici Tacitus en Cassius Dio stellen Livia voor als een aanmatigende, zelfs dominante douairière, die zich altijd mengde in de beslissingen van Tiberius. De meest merkwaardige situaties waarbij zij dit deed, waren waarschijnlijk die van Urgulania, een vrouw die meende dat haar vriendschap met de keizerin haar boven de wet plaatste en van Plancina, die werd verdacht van vergiftiging van Germanicus en werd gered door Livia's interventie. Een inscriptie uit 22 n.Chr. deelt mee dat Julia Augusta een standbeeld aan Augustus wijdde in het centrum van Rome en haar eigen naam zelfs voor die van Tiberius plaatste.
Antieke historici noemen als een van de redenen dat Tiberius zich terugtrok op Capri zijn onvermogen om Livia nog langer te verdragen. Tot 22 n.Chr. was er, volgens Tacitus, "een echte harmonie tussen moeder en zoon of een goed verborgen haat." Dio vertelt ons dat Tiberius Livia reeds hartgrondig haatte ten tijde van zijn aanvaarding van het principaat. Toen Livia in 22 ziek was, haastte Tiberius zich om terug te keren naar Rome om bij haar te zijn. Maar toen zij ten slotte in 29 n.Chr. opnieuw ziek werd en stierf, bleef Tiberius op Capri en zei hij dat hij het te druk had met zijn werk. Hij stuurde Caligula om de begrafenisrede te verzorgen. Suetonius voegt hier nog het macabere detail aan toe dat "toen zij stierf... na vele dagen te hebben gewacht, tijdens dewelke hij [d.i. Caligula] de hoop koesterde op zijn [d.i. Tiberius'] komst, werd zij ten slotte begraven omdat de toestand van het lijk het noodzakelijk maakte ...”. Tiberius gebruikte ook zijn veto tegen goddelijke eerbewijzen voor Livia, alsof hij er een pervers genoegen in schepte haar te beroven van haar geheime verlangens. Later sprak hij nog een veto uit over alle eerbewijzen die de senaat haar na haar dood had gegeven en verbood hij de uitvoering van haar testament. Ze zou echter wel worden bijgezet in het mausoleum van Augustus.
Haar Villa ad Gallinas Albas ten noorden van Rome wordt nog steeds verder opgegraven: de beroemde fresco's met tuinzichten kan men gaan bezichtigen in het Palazzo Massimo. Een van de beroemdste standbeelden van Augustus, de Augustus van Prima Porta, is afkomstig uit de villa van Livia.

## Livia's persoonlijkheid

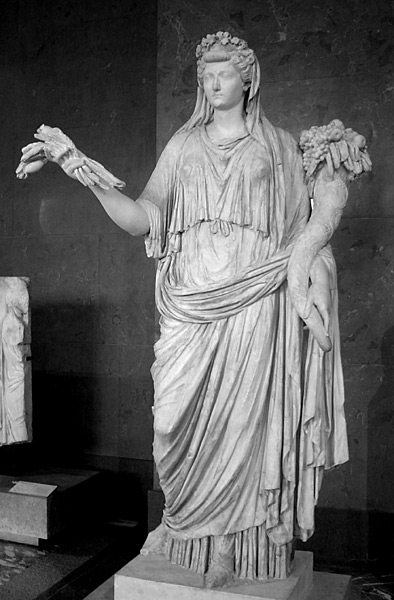
Een cultusbeeld van Livia voorgesteld als Ops, met een tarweschoof en cornucopia (1e eeuw, Louvre).

Terwijl ze berichtten over verschillende smakeloze geruchten, stelden de oude bronnen over het algemeen Livia (Julia Augusta) voor als een trotse en koninklijke vrouw, trouw aan haar imperiale echtgenoot, voor wie zij een waardige partner was, altijd even evenwichtig en waardig. Met een volmaakte vaardigheid speelde zij haar rol van partner, moeder, weduwe en douairière. Dio vermeldt twee uitspraken van haar: "Ooit, toen enkele naakte mannen haar ontmoetten en ten gevolge daarvan ter dood waren veroordeeld, redde zij hun leven door te zeggen dat voor een kuise vrouw zulke mannen op geen enkele wijze verschillen van standbeelden. Toen iemand haar vroeg hoe zij zo een grote invloed over Augustus had verkregen, antwoordde zij dat het door zelf scrupuleus kuis te zijn, te doen wat hij maar wilde, zich niet te bemoeien met eender welke van zijn zaken en vooral door te doen alsof ze zijn favoriete minnaressen noch hoorde, noch zag."
Mettertijd echter en door haar weduwschap, traden een trotsheid en een openlijk verlangen naar macht en publieke statussymbolen meer en meer op de voorgrond. Livia was altijd een van de voornaamste begunstigden van het klimaat van adulatie dat Augustus had gecreëerd en dat Tiberius verachtte. In 24 n.Chr. werd telkens wanneer zij een toneel bijwoonde een zetel tussen de Vestaalse maagden voor haar vrijgehouden en dit werd mogelijk zelfs gezien als eerder een eer voor de Vestalinnen dan voor Livia.
Livia speelde een cruciale rol in de vorming van haar kinderen Tiberius en Drusus. Vooral haar rol met betrekking tot de scheiding van haar eerste echtgenoot, vader van Tiberius, in 39/38 v.Chr. krijgt veel aandacht in het moderne onderzoek. Vooral wat voor rol ze dan speelde bij deze scheiding, evenals bij die van Vipsania Agrippina en Tiberius in 12 v.Chr. op aandringen van Augustus: of dit slechts een neutrale of passieve rol was of dat zij actief aan Caesars wensen tegemoetkwam. De scheiding van zijn ouders zou Tiberius kort daarop als stiefzoon in het huis van Octavianus brengen; zijn eigen scheiding bezorgde Tiberius een emotioneel litteken voor het leven, aangezien hij was gedwongen de vrouw van wie hij hield te verlaten uit dynastieke overwegingen. Hoewel we hiervan niets terugvinden in de bronnen, is het mogelijk dat de hartgrondige antipathie van Tiberius voor Livia door deze twee gebeurtenissen is ontstaan.
Het zou nog zo'n 13 jaar duren, tot onder het bewind van haar kleinzoon Claudius in 42 n.Chr. haar status werd hersteld en ze haar vergoddelijking ten slotte ontving. Diva Augusta (Vergoddelijkte Augusta) genoemd, ontving zij een door olifanten getrokken strijdwagen om haar beeld naar alle publieke spelen te vervoeren. Een standbeeld van haar werd opgesteld in de tempel van Augustus samen met die van haar echtgenoten, er werden paardenrennen ter ere van haar gehouden en vrouwen moesten haar vernoemen in hun eden.

## Livia in de beeldende kunsten, geschiedschrijving en fictie

### In de oudheid

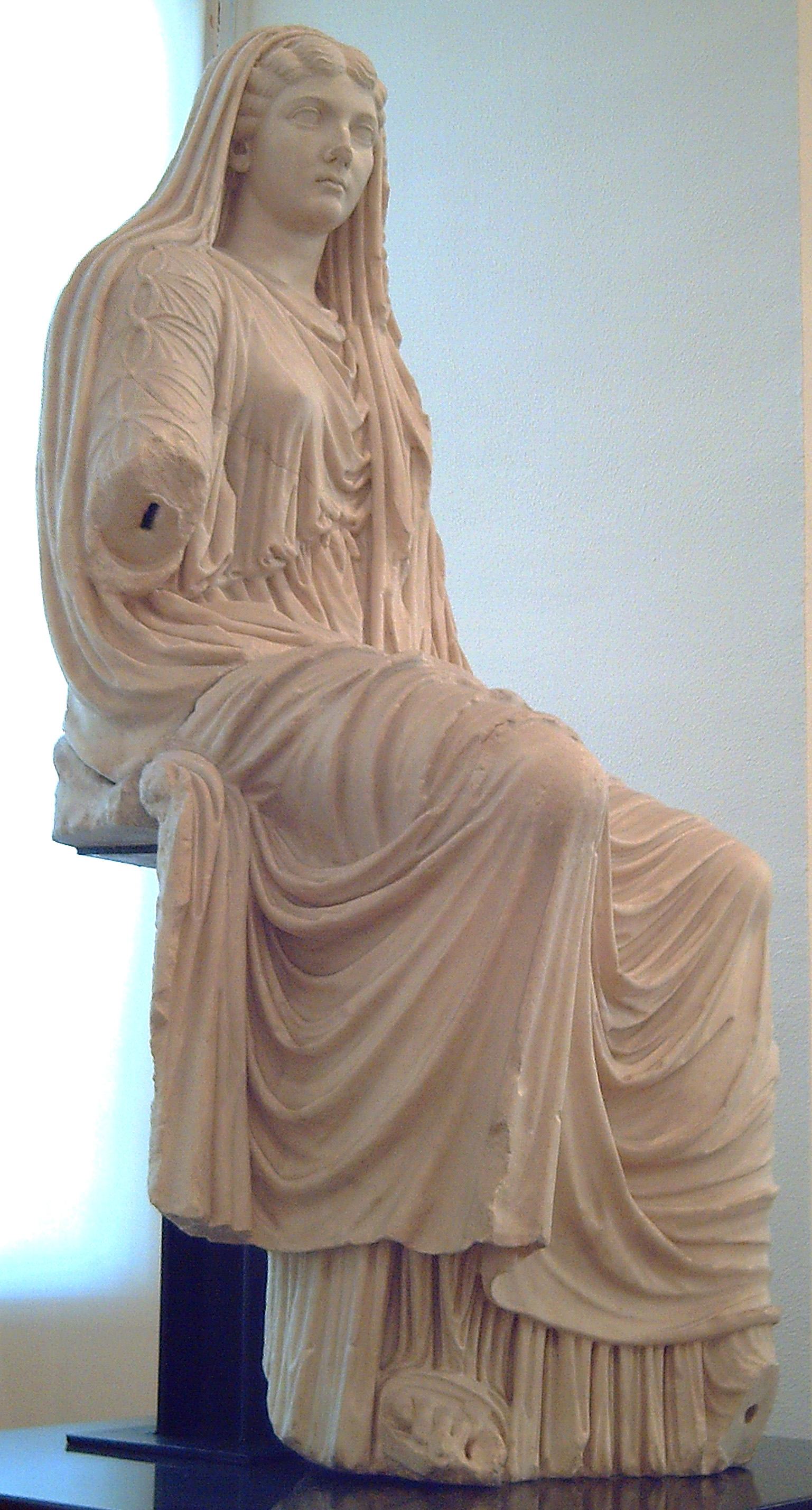
Een beeld van Livia uit Paestum (1-25 n.Chr., Museo Arqueológico Nacional in Madrid).

Munten en talrijke standbeelden van haar die over het hele rijk zijn teruggevonden tonen de enorme populariteit van Livia aan. De literaire bronnen bieden daarentegen een contrastrijk portret van haar. Tacitus, Suetonius en Cassius Dio, die elk wel haar kwaliteiten erkennen, stellen haar voor als een gifmengende stiefmoeder en een manipulatieve echtgenote. Zo vertelt Tacitus dat zij "de oude Augustus stevig onder controle had — zelfs zozeer dat hij zijn enige overgebleven kleinzoon naar het eiland Planasia verbande". Wat later vat hij het nog eens kort en bondig samen als "gevaarlijk in staatszaken als moeder, gevaarlijk als stiefmoeder van het huis van de Caesari". Velleius Paterculus daarentegen, die nog onder Tiberius had gediend en deze bewonderde, maakte een ontroerende grafrede voor haar: 

uitstekend boven de vrouwen en in alles meer gelijkend op goden dan op mannen, wier invloed niemand opmerkte tenzij bij het opheffen van gevaren of het stijgen in ambten.

### Recent
Pas tegen het einde van de 20e eeuw, met de opkomst van "genderstudies", begonnen onderzoekers zich te interesseren voor Livia en probeert men zich een objectief beeld van Livia te vormen.
In de veelgelezen roman van Robert Graves I, Claudius, wordt Livia geportretteerd als een complotterend politiek brein, om Tiberius aan de macht te brengen en hem die macht te doen handhaven zodra hij deze in handen heeft. Tot aan haar dood was zij volgens Graves het brein achter bijna elke dood of elk schandaal in de Julisch-Claudische dynastie. Er deden geruchten de ronde dat Livia de hand zou hebben gehad in de overlijdens op betrekkelijk jeugdige leeftijd van een hele reeks personen die meer recht op de troon zouden hebben gehad dan Livia's zoon Tiberius. Deze geruchten waren een bron van inspiratie voor Graves; Livia vormde als gifmengster een rode draad door zijn verhaal. Aan de hand van de beschikbare bronnen kunnen deze beschuldigingen niet worden bevestigd, maar evenmin definitief ontzenuwd. In de BBC-miniserie die op het boek is gebaseerd, wordt Livia op memorabele wijze door Siân Phillips vertolkt.
Livia is ook in gedramatiseerde vorm opgevoerd in de HBO/BBC-serie Rome. Geïntroduceerd in de in 2007 vertoonde episode A Necessary Fiction, wordt zij al snel opgemerkt door de jonge Octavianus. Historisch gezien is dit echter niet correct, daar het ontstaan van de relatie tussen beiden hier reeds voor het einde van het tweede triumviraat en de geboorte van Livia's eerste zoon wordt geplaatst.
Livia speelt de hoofdrol in serie Domina (2021) van Sky Atlantic. In het eerste seizoen wordt haar leven gevolgd vanaf haar uithuwelijking aan Tiberius Claudius Nero (42 v.Chr.) tot en met de familiale crisis die ontstaat na de dood van Marcellus (22 v.Chr.). Af en toe zijn er ook korte flashbacks naar haar jaren als kind. Hoe ze omgaat met de politieke erfenis van haar vader speelt een centrale rol in de reeks. De botsing tussen de republikeinse overtuigingen van haar vader waaraan ze trouw heeft beloofd en de absolutistische overtuigingen van haar tweede echtgenoot Octavianus zorgen bij Livia voor een ideologische tweestrijd waar zij in dialoog met haar opgegroeide kinderen en getrouwen een antwoord op zoekt. Livia wordt gespeeld door Meadow Nobrega (kind), Nadia Parkes (adolescent) en Kasia Smutniak.